# Partecipanti ai Campionati del mondo di ciclismo su strada 2021 - Gara in linea maschile Elite
Elenco dei partecipanti alla Gara in linea maschile Elite dei Campionati del mondo di ciclismo su strada 2021.
La Gara in linea maschile Elitè ai Campionati del mondo di ciclismo su strada 2021 è stata la novantaquattresima edizione della corsa. Alla competizione presero parte 45 squadre nazionali, per un totale di 194 ciclisti accreditati alla partenza.

## Corridori per squadra
Nota: R ritirato, NP non partito, FT fuori tempo, SQ squalificato
| Francia    | Francia               | Francia    | Belgio        | Belgio                 | Belgio        | Slovenia      | Slovenia             | Slovenia      |
| ---------- | --------------------- | ---------- | ------------- | ---------------------- | ------------- | ------------- | -------------------- | ------------- |
| N°         | Ciclista              | Clas.      | N°            | Ciclista               | Clas.         | N°            | Ciclista             | Clas.         |
| 1          | Julian Alaphilippe    | 1°         | 10            | Tiesj Benoot           | 31°           | 18            | Luka Mezgec          | 30°           |
| 2          | Rémi Cavagna          | R          | 11            | Victor Campenaerts     | 20°           | 19            | Matej Mohorič        | 14°           |
| 3          | Benoît Cosnefroy      | 19°        | 12            | Tim Declercq           | R             | 20            | Domen Novak          | R             |
| 4          | Arnaud Démare         | 56°        | 13            | Remco Evenepoel        | 62°           | 21            | David Per            | R             |
| 5          | Christophe Laporte    | R          | 14            | Yves Lampaert          | 61°           | 22            | Tadej Pogačar        | 37°           |
| 6          | Valentin Madouas      | 13°        | 15            | Jasper Stuyven         | 4°            | 23            | Jan Polanc           | 18°           |
| 7          | Clément Russo         | R          | 16            | Dylan Teuns            | 27°           | 24            | Primož Roglič        | 48°           |
| 8          | Florian Sénéchal      | 9°         | 17            | Wout Van Aert          | 11°           | 25            | Jan Tratnik          | R             |
| 9          | Anthony Turgis        | R          |               |                        |               |               |                      |               |
| Italia     | Italia                | Italia     | Gran Bretagna | Gran Bretagna          | Gran Bretagna | Paesi Bassi   | Paesi Bassi          | Paesi Bassi   |
| N°         | Ciclista              | Clas.      | N°            | Ciclista               | Clas.         | N°            | Ciclista             | Clas.         |
| 26         | Andrea Bagioli        | R          | 34            | Mark Cavendish         | R             | 42            | Pascal Eenkhoorn     | 66°           |
| 27         | Davide Ballerini      | R          | 35            | Ethan Hayter           | 35°           | 43            | Sebastian Langeveld  | R             |
| 28         | Sonny Colbrelli       | 10°        | 36            | Thomas Pidcock         | 6°            | 44            | Bauke Mollema        | 29°           |
| 29         | Alessandro De Marchi  | R          | 37            | Luke Rowe              | R             | 45            | Oscar Riesebeek      | R             |
| 30         | Gianni Moscon         | 58°        | 38            | Jake Stewart           | R             | 46            | Mike Teunissen       | 22°           |
| 31         | Giacomo Nizzolo       | 15°        | 39            | Ben Swift              | R             | 47            | Dylan van Baarle     | 2°            |
| 32         | Matteo Trentin        | R          | 40            | Connor Swift           | R             | 48            | Mathieu van der Poel | 8°            |
| 33         | Diego Ulissi          | 24°        | 41            | Fred Wright            | R             | 49            | Danny van Poppel     | R             |
| Danimarca  | Danimarca             | Danimarca  | Spagna        | Spagna                 | Spagna        | Australia     | Australia            | Australia     |
| N°         | Ciclista              | Clas.      | N°            | Ciclista               | Clas.         | N°            | Ciclista             | Clas.         |
| 50         | Kasper Asgreen        | R          | 58            | Roger Adrià            | 59°           | 66            | Luke Durbridge       | R             |
| 51         | Mikkel Bjerg          | R          | 59            | Alex Aranburu          | R             | 67            | Caleb Ewan           | R             |
| 52         | Mikkel Honoré         | R          | 60            | Imanol Erviti          | 43°           | 68            | Nathan Haas          | R             |
| 53         | Michael Valgren       | 3°         | 61            | Iván García Cortina    | 23°           | 69            | Michael Matthews     | 25°           |
| 54         | Andreas Kron          | R          | 62            | Gorka Izagirre         | 42°           | 70            | Nick Schultz         | R             |
| 55         | Magnus Cort Nielsen   | R          | 63            | Carlos Rodríguez       | 53°           | 71            | Miles Scotson        | R             |
| 56         | Mads Pedersen         | R          | 64            | Gonzalo Serrano        | 44°           | 72            | Robert Stannard      | R             |
| 57         | Mads Würtz Schmidt    | R          | 65            | Lluís Mas              | R             | 73            | Harry Sweeny         | R             |
| Colombia   | Colombia              | Colombia   | Germania      | Germania               | Germania      | Svizzera      | Svizzera             | Svizzera      |
| N°         | Ciclista              | Clas.      | N°            | Ciclista               | Clas.         | N°            | Ciclista             | Clas.         |
| 74         | Esteban Chaves        | 64°        | 82            | Pascal Ackermann       | R             | 88            | Stefan Bissegger     | R             |
| 75         | Fernando Gaviria      | R          | 83            | Nikias Arndt           | 67°           | 89            | Silvan Dillier       | 45°           |
| 76         | José Hernández        | R          | 84            | John Degenkolb         | R             | 90            | Marc Hirschi         | R             |
| 77         | Sergio Higuita        | R          | 85            | Nils Politt            | 16°           | 91            | Stefan Küng          | 41°           |
| 78         | Álvaro Hodeg          | R          | 86            | Max Schachmann         | R             | 92            | Fabian Lienhard      | 63°           |
| 79         | Sebastián Molano]     | R          | 87            | Georg Zimmermann       | 68°           | 93            | Michael Schär        | R             |
| 80         | Nelson Soto           | 65°        |               |                        |               |               |                      |               |
| 81         | Rigoberto Urán        | R          |               |                        |               |               |                      |               |
| Portogallo | Portogallo            | Portogallo | Norvegia      | Norvegia               | Norvegia      | Ecuador       | Ecuador              | Ecuador       |
| N°         | Ciclista              | Clas.      | N°            | Ciclista               | Clas.         | N°            | Ciclista             | Clas.         |
| 94         | João Almeida          | 47°        | 99            | Sven Erik Bystrøm      | 33°           | 105           | Joel Burbano         | R             |
| 95         | Nelson Oliveira       | 55°        | 100           | Odd Christian Eiking   | R             | 106           | Byron Guamá          | R             |
| 96         | Rui Oliveira          | 39°        | 101           | Markus Hoelgaard       | 12°           | 107           | Steven Haro          | R             |
| 97         | Rafael Reis           | R          | 102           | Alexander Kristoff     | 21°           | 108           | Sebastián Novoa      | R             |
| 98         | André Carvalho        | R          | 103           | Vegard St. Laengen     | 34°           | 109           | Cristian Pita        | R             |
|            |                       |            | 104           | Rasmus Tiller          | 51°           | 110           | Benjamín Quinteros   | NP            |
| Russia     | Russia                | Russia     | Polonia       | Polonia                | Polonia       | Stati Uniti   | Stati Uniti          | Stati Uniti   |
| N°         | Ciclista              | Clas.      | N°            | Ciclista               | Clas.         | N°            | Ciclista             | Clas.         |
| 111        | Igor' Boev            | R          | 117           | Stanisław Aniołkowski  | R             | 123           | Robin Carpenter      | R             |
| 112        | Sergej Černeckij      | R          | 118           | Cesare Benedetti       | 46°           | 124           | Lawson Craddock      | 57°           |
| 113        | Pavel Kočetkov        | R          | 119           | Maciej Bodnar          | R             | 125           | Matteo Jorgenson     | R             |
| 114        | Artëm Nyč             | 40°        | 120           | Michał Gołaś           | R             | 126           | Brandon McNulty      | R             |
| 115        | Pëtr Rikunov          | R          | 121           | Michał Kwiatkowski     | 36°           | 127           | Neilson Powless      | 5°            |
| 116        | Dmitrij Strachov      | R          | 122           | Łukasz Owsian          | R             | 128           | Quinn Simmons        | R             |
| Canada     | Canada                | Canada     | Austria       | Austria                | Austria       | Nuova Zelanda | Nuova Zelanda        | Nuova Zelanda |
| N°         | Ciclista              | Clas.      | N°            | Ciclista               | Clas.         | N°            | Ciclista             | Clas.         |
| 129        | Guillaume Boivin      | 17°        | 135           | Patrick Gamper         | 38°           | 139           | Shane Archbold       | R             |
| 130        | Pier-André Côté       | R          | 136           | Michael Gogl           | 54°           | 140           | Jack Bauer           | R             |
| 131        | Antoine Duchesne      | R          | 137           | Marco Haller           | R             | 141           | Connor Brown         | R             |
| 132        | Hugo Houle            | R          | 138           | Seb Schönberger        | 28°           | 142           | Tom Scully           | R             |
| 133        | Benjamin Perry        | R          |               |                        |               |               |                      |               |
| 134        | Nickolas Zukowsky     | R          |               |                        |               |               |                      |               |
| Irlanda    | Irlanda               | Irlanda    | Sud Africa    | Sud Africa             | Sud Africa    | Estonia       | Estonia              | Estonia       |
| N°         | Ciclista              | Clas.      | N°            | Ciclista               | Clas.         | N°            | Ciclista             | Clas.         |
| 144        | Eddie Dunbar          | R          | 147           | Gustav Basson          | R             | 151           | Martin Laas          | R             |
| 145        | Ryan Mullen           | R          | 148           | Ryan Gibbons           | R             | 152           | Karl Patrick Lauk    | R             |
| 146        | Rory Townsend         | R          | 149           | R. Janse van Rensburg  | R             | 153           | Oskar Nisu           | R             |
|            |                       |            | 150           | Jayde Julius           | R             | 154           | Norman Vahtra        | R             |
| Kazakistan | Kazakistan            | Kazakistan | Slovacchia    | Slovacchia             | Slovacchia    | Eritrea       | Eritrea              | Eritrea       |
| N°         | Ciclista              | Clas.      | N°            | Ciclista               | Clas.         | N°            | Ciclista             | Clas.         |
| 155        | Daniil Fominych       | R          | 159           | Erik Baška             | R             | 163           | Natnael Berhane      | R             |
| 156        | Evgenij Gidič         | R          | 160           | Juraj Sagan            | R             | 164           | Metkel Eyob          | R             |
| 157        | Dmitrij Gruzdev       | R          | 161           | Peter Sagan            | 26°           | 165           | Merhawi Kudus        | 50°           |
| 158        | Jurij Natarov         | R          | 162           | Patrik Tybor           | R             | 166           | Dawit Yemane         | R             |
| Cechia     | Cechia                | Cechia     | Ucraina       | Ucraina                | Ucraina       | Lettonia      | Lettonia             | Lettonia      |
| N°         | Ciclista              | Clas.      | N°            | Ciclista               | Clas.         | N°            | Ciclista             | Clas.         |
| 167        | Josef Černý           | R          | 171           | Anatolij Budjak        |               | 175           | Emīls Liepiņš        | 52°           |
| 168        | Michael Kukrle        | R          | 172           | Mychajlo Kononenko     | R             | 176           | Krists Neilands      | R             |
| 169        | Zdeněk Štybar         | 7°         | 173           | Andriy Kulyk           | R             | 177           | Mārtiņš Pluto        | R             |
| 170        | Petr Vakoč            | 32°        | 174           | Oleksandr Prevar       | R             | 178           | Toms Skujiņš         | 60°           |
| Svezia     | Svezia                | Svezia     | Panama        | Panama                 | Panama        | Lussemburgo   | Lussemburgo          | Lussemburgo   |
| N°         | Ciclista              | Clas.      | N°            | Ciclista               | Clas.         | N°            | Ciclista             | Clas.         |
| 179        | Lucas Eriksson        | R          | 181           | Franklin Archibold     | R             | 182           | Kevin Geniets        | R             |
| 180        | Kim Magnusson         | R          |               |                        |               | 183           | Alex Kirsch          | R             |
| Ungheria   | Ungheria              | Ungheria   | Bielorussia   | Bielorussia            | Bielorussia   | Romania       | Romania              | Romania       |
| N°         | Ciclista              | Clas.      | N°            | Ciclista               | Clas.         | N°            | Ciclista             | Clas.         |
| 184        | Barnabás Peák         | R          | 185           | Aljaksandr Rabušėnka   | R             | 186           | Eduard Michael Grosu | R             |
| Lituania   | Lituania              | Lituania   | Grecia        | Grecia                 | Grecia        | Messico       | Messico              | Messico       |
| N°         | Ciclista              | Clas.      | N°            | Ciclista               | Clas.         | N°            | Ciclista             | Clas.         |
| 187        | Evaldas Šiškevičius   | R          | 188           | Polychrónis Tzortzákis | R             | 189           | Eder Frayre          | R             |
| Tailandia  | Tailandia             | Tailandia  | Mongolia      | Mongolia               | Mongolia      | Uruguay       | Uruguay              | Uruguay       |
| N°         | Ciclista              | Clas.      | N°            | Ciclista               | Clas.         | N°            | Ciclista             | Clas.         |
| 190        | Sarawut Sirironnachai | R          | 191           | J. Sainbayar           | R             | 192           | Eric Fagúndez        | R             |
| Venezuela  | Venezuela             | Venezuela  | Albania       | Albania                | Albania       | Giappone      | Giappone             | Giappone      |
| N°         | Ciclista              | Clas.      | N°            | Ciclista               | Clas.         | N°            | Ciclista             | Clas.         |
| 193        | Orluis Aular          | R          | 194           | Ylber Sefa             | R             | 195           | Yukiya Arashiro      | 49°           |